# DBUs Landspokalturnering 2012-2013
La DBUs Landspokalturnering 2012-2013 è la 59ª edizione della coppa danese. La competizione è iniziata il 14 agosto 2012 ed è terminata il 9 maggio 2013. L'Esbjerg ha vinto il trofeo per la terza volta.

## Formula del torneo
| Turno                | Numero di incontri | Squadre  | Entrano a questo turno                                                                        |
| -------------------- | ------------------ | -------- | --------------------------------------------------------------------------------------------- |
| Primo turno          | 48                 | 108 → 60 | 15 squadre di 1. Division 31 squadre di 2. Division 48 squadre dalle qualificazioni regionali |
| Secondo turno        | 28                 | 60 → 32  | 8 squadre di Superligaen                                                                      |
| Sedicesimi di finale | 16                 | 32 → 16  | 4 squadre di Superligaen                                                                      |
| Ottavi di finale     | 8                  | 16 → 8   | –                                                                                             |
| Quarti di finale     | 4                  | 8 → 4    | –                                                                                             |
| Semifinali           | 2 + 2              | 4 → 2    | –                                                                                             |
| Finale               | 1                  | 2 → 1    | –                                                                                             |

## Primo turno
| Squadra 1            | Risultato         | Squadra 2       |
| -------------------- | ----------------- | --------------- |
| 14 agosto 2012       |                   |                 |
| CSC                  | 1 – 3             | AB Tårnby       |
| Østerbro             | 0 – 1             | NB Bornholm     |
| Gug                  | 0 – 2             | Lindholm        |
| Hadsund              | 3 – 4             | Hjørring        |
| Aalborg Freja        | 6 – 2             | Frederikshavn   |
| Borbjerg             | 1 – 4             | Lystrup         |
| DGL 2000             | 1 – 3             | Aarhus Fremad   |
| Vatanspor            | 2 – 3             | Kjellerup       |
| Allesø               | 0 – 3             | Marienlyst      |
| Egebjerg             | 0 – 3             | Sønderborg      |
| Morud                | 1 – 0             | Marstal/Rise    |
| Søhus Stige          | 0 – 2             | Varde           |
| Flong-Hedehusene     | 0 – 1             | Føroyar         |
| Lundtofte            | 0 – 6             | Frederikssund   |
| Avedøre              | 5 – 4             | B 1908          |
| Søllerød-Vedbæk      | 3 – 1             | Roskilde        |
| Nakskov              | 0 – 9             | HB Køge         |
| Sydalliancen         | 3 – 2             | Frem Sakskøbing |
| Tuse                 | 1 – 4             | Herlufsholm     |
| Svebølle             | 5 – 2             | Næsby           |
| B.93                 | 4 – 0             | Avarta          |
| LFA                  | 1 – 5             | Vestsjælland    |
| 15 agosto 2012       |                   |                 |
| Amager               | 2 – 7             | Hellerup        |
| Jægersborg           | 1 – 4             | Hvidovre        |
| Nordvestmors         | 1 – 4             | Skive           |
| Hjørring Frem        | 0 – 9             | Blokhus         |
| Odder IGF            | 1 – 5             | Viborg          |
| Djursland            | 2 – 3             | Skovbakken      |
| Ringkøbing           | 3 – 2             | Brabrand        |
| Tjørring             | 0 – 4             | Viby            |
| Aalborg Chang        | 3 – 0             | Fredericia      |
| Esbjerg IF 92        | 3 – 2             | Fyn             |
| Sædding/Guldager     | 0 – 1             | Svendborg       |
| Tved                 | 0 – 5             | Aarup           |
| Ubberud              | 0 – 13            | Vejle-Kolding   |
| Sydvest              | 3 – 4             | Otterup         |
| Femhøj               | 0 – 1             | Vanløse         |
| Vallensbæk           | 1 – 0             | Allerød         |
| Virum-Sorgenfri      | 0 – 2             | Rishøj          |
| Helsingør            | 3 – 0             | Herlev          |
| Skjold Birkerød      | 2 – 4             | Egedal          |
| Kalundborg           | 1 – 1 (1 – 2 dtr) | Nordvest        |
| Ringsted             | 1 – 4             | Næstved         |
| Thisted              | 2 – 3             | Hobro           |
| Glostrup Albertslund | 1 – 6             | Lyngby          |
| Skjold               | 2 – 0             | AB              |
| 16 agosto 2012       |                   |                 |
| Heimdal              | 4 – 10            | Ledøje-Smørum   |
| 22 agosto 2012       |                   |                 |
| Fremad Amager        | 1 – 4             | Brønshøj        |

## Secondo turno
| Squadra 1         | Risultato           | Squadra 2       |
| ----------------- | ------------------- | --------------- |
| 28 agosto 2012    |                     |                 |
| Hobro             | 1 – 4               | SønderjyskE     |
| Ringkøbing        | 1 – 2               | Aarhus Fremad   |
| Esbjerg IF 92     | 3 – 3 (4 – 2 dtr)   | Lindholm        |
| Marienlyst        | 2 – 3               | Rishøj          |
| Ledøje-Smørum     | 0 – 1               | Hvidovre        |
| 29 agosto 2012    |                     |                 |
| Nordvest          | 1 – 2               | Brøndby         |
| NB Bornholm       | 0 – 1               | Odense          |
| Herlufsholm       | 0 – 3               | Brønshøj        |
| Aalborg Freja     | 0 – 1               | Randers         |
| Sønderborg        | 1 – 2               | Fredericia      |
| Kjellerup         | 1 – 7               | Hjørring        |
| Viby              | 2 – 0               | Skive           |
| Helsingør         | 4 – 4 (3 – 4 dtr)   | Vestsjælland    |
| Frederikssund     | 0 – 3               | Søllerød-Vedbæk |
| Sydalliancen      | 0 – 4               | Lyngby          |
| Avedøre           | 0 – 1               | Næstved         |
| AB Tårnby         | 1 – 7               | HB Køge         |
| Viborg            | 1 – 1 (10 – 11 dtr) | Esbjerg         |
| 4 settembre 2012  |                     |                 |
| Svendborg         | 0 – 2               | Silkeborg       |
| 11 settembre 2012 |                     |                 |
| Aarup             | 1 – 3               | Vejle-Kolding   |
| Morud             | 1 – 3               | Otterup         |
| Lystrup           | 1 – 9               | Blokhus         |
| Skjold            | 0 – 2               | Svebølle        |
| 12 settembre 2012 |                     |                 |
| Skovbakken        | 0 – 3               | Aalborg         |
| Varde             | 1 – 4               | Aarhus          |
| Vallensbæk        | 1 – 1 (5 – 6 dtr)   | B.93            |
| Føroyar           | 0 – 4               | Hellerup        |
| Egedal            | 0 – 1               | Vanløse         |

## Terzo turno
| Squadra 1         | Risultato   | Squadra 2       |
| ----------------- | ----------- | --------------- |
| 25 settembre 2012 |             |                 |
| Svebølle          | 1 – 3 (dts) | Nordsjælland    |
| Vanløse           | 1 – 0       | Søllerød-Vedbæk |
| Aarhus Fremad     | 0 – 3       | Aarhus          |
| Næstved           | 1 – 2       | Randers         |
| 26 settembre 2012 |             |                 |
| Blokhus           | 0 – 1       | Silkeborg       |
| Rishøj            | 0 – 1       | Midtjylland     |
| Viby              | 1 – 6       | Lyngby          |
| B.93              | 0 – 3       | Brøndby         |
| Hvidovre          | 3 – 7       | Odense          |
| Fredericia        | 0 – 3       | Copenaghen      |
| Vejle-Kolding     | 3 – 1       | Vestsjælland    |
| 3 ottobre 2012    |             |                 |
| Otterup           | 2 – 3       | Horsens         |
| Brønshøj          | 1 – 3       | Aalborg         |
| Esbjerg IF 92     | 0 – 3       | Esbjerg         |
| Hellerup          | 3 – 2       | HB Køge         |
| 24 ottobre 2012   |             |                 |
| Hjørring          | 0 – 4       | SønderjyskE     |

## Ottavi di finale
| Squadra 1        | Risultato         | Squadra 2   |
| ---------------- | ----------------- | ----------- |
| 31 ottobre 2012  |                   |             |
| Nordsjælland     | 2 – 3 (dts)       | Midtjylland |
| Vanløse          | 0 – 3             | Odense      |
| Lyngby           | 3 – 2             | Aarhus      |
| Vejle-Kolding    | 0 – 1             | Randers     |
| 1º novembre 2012 |                   |             |
| SønderjyskE      | 0 – 3             | Copenaghen  |
| Hellerup         | 0 – 4             | Horsens     |
| 7 novembre 2012  |                   |             |
| Brøndby          | 3 – 0             | Silkeborg   |
| 8 novembre 2012  |                   |             |
| Esbjerg          | 0 – 0 (4 – 2 dtr) | Aalborg     |

## Quarti di finale
| Squadra 1        | Risultato   | Squadra 2   |
| ---------------- | ----------- | ----------- |
| 28 novembre 2012 |             |             |
| Lyngby           | 1 – 2       | Esbjerg     |
| Brøndby          | 1 – 0 (dts) | Copenaghen  |
| 29 novembre 2012 |             |             |
| Randers          | 2 – 1       | Midtjylland |
| 5 dicembre 2012  |             |             |
| Odense           | 2 – 4 (dts) | Horsens     |

## Semifinali
| Squadra 1                 | Totale | Squadra 2 | Andata | Ritorno     |
| ------------------------- | ------ | --------- | ------ | ----------- |
| 13 marzo / 18 aprile 2013 |        |           |        |             |
| Brøndby                   | 2 – 4  | Esbjerg   | 1 – 1  | 1 – 3 (dts) |
| 10 / 17 aprile 2013       |        |           |        |             |
| Randers                   | 4 – 2  | Horsens   | 1 – 0  | 3 – 2       |

## Finale
| Copenaghen 9 maggio 2013, ore 15:00 UTC+2     | Randers   | 0 – 1       | Esbjerg | Parken Stadium (26.194 spett.) |
| \| \| \| \| \| \| Marcatori \| 55’ Toutouh \| |           |             |         |                                |
|                                               |           |             |         |                                |
|                                               | Marcatori | 55’ Toutouh |         |                                |